# Onyctenus sonnerati
Onyctenus sonnerati là một loài bọ cánh cứng trong họ Meloidae. Loài này được LePeletier & Audinet-Serville miêu tả khoa học năm 1828.